# Beitostølen
Beitostølen este o localitate din comuna Øystre Slidre, provincia Oppland, Norvegia, cu o suprafață de 1,18 km² și o populație de 342 locuitori (2013).